# Hemangioblasto
Hemangioblasto es una célula mesodérmica embrionaria que origina el endotelio vascular y las células hematopoyéticas. Se forma inmediatamente después de la gastrulación, deriva del mesodermo y forma agregados en el saco vitelino. Se ha descrito un factor de transcripción específico de estas células llamado Scl, en su ausencia no hay hematopoyesis ni desarrollo endotelial. También se conoce el factor vascular de crecimiento endotelial(VEGF), secretado por las células mesodérmicas circundantes a los hemangioblastos, sin el cual no hay formación de vasos sanguíneos. La existencia de estas células precursoras tanto del linaje endotelial como del hematopoyético fue hipotizada ya en 1900 por His.
- Datos: Q5893987